# Illusion (album de Renaissance)
Pour les articles homonymes, voir Illusion (homonymie).
Albums de Renaissance
Renaissance
(1969) Prologue
(1972)
Illusion est le deuxième album du groupe de rock progressif britannique Renaissance, sorti en 1971. 
Son enregistrement est difficile et marqué par le départ de plusieurs membres importants du groupe. Il ne sort tout d'abord qu'en Allemagne et en Europe continentale, et doit attendre 1976 pour être édité au Royaume-Uni.
Il marque la première collaboration de Renaissance avec Betty Thatcher, qui écrira la plupart des paroles du groupe durant les années 1970.

## Titres

### Face 1
1. Love Goes On (Keith Relf) – 2:51
2. Golden Threat (Jim McCarty, Keith Relf) – 8:15
3. Love Is All (Jim McCarty, Betty Thatcher) – 3:40
4. Mr. Pine (Michael Dunford) – 7:00

### Face 2
1. Face of Yesterday (Jim McCarty) – 6:06
2. Past Orbits of Dust (Jim McCarty, Keith Relf, Betty Thatcher) – 14:39

## Musiciens
- Jane Relf : chant sur (1, 5, 6), chœurs, percussions
- Keith Relf : guitare, chant sur (3), chœurs
- Louis Cennamo : basse
- John Hawken : claviers
- Jim McCarty : batterie, chant sur (2), chœurs

## Musiciens additionnels
- Terry Crowe - chant (4)
- Michael Dunford - guitares - (4)
- Neil Korner - basse (4)
- Don Shinn - claviers (6)
- Terry Slade - batterie, percussions (4)